# Cacia setulosa
Cacia setulosa är en skalbaggsart som beskrevs av Francis Polkinghorne Pascoe 1857. Cacia setulosa ingår i släktet Cacia och familjen långhorningar. Inga underarter finns listade.